# Wieże ciśnień we Wrześni

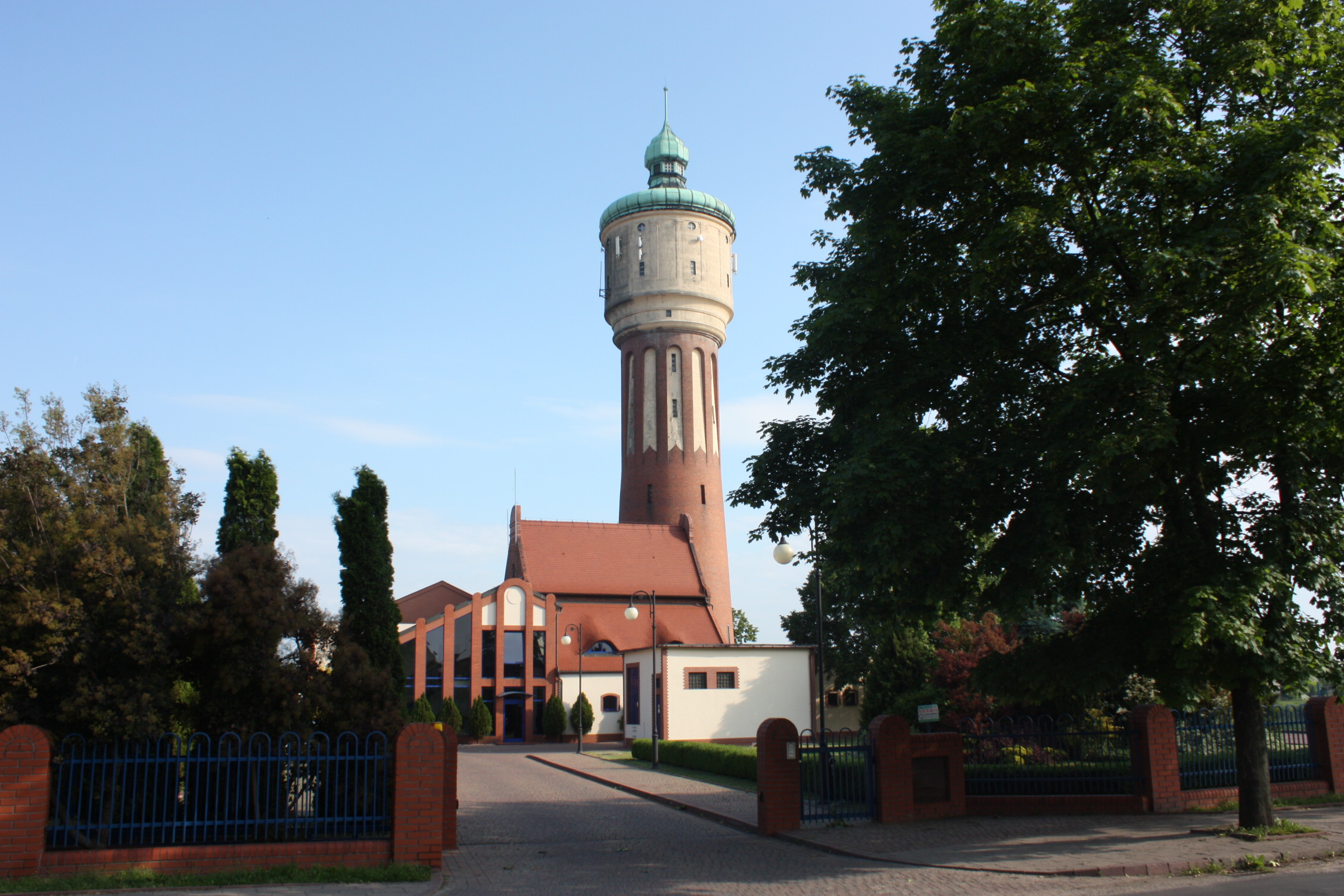
Wieża na stacji uzdatniania wody

Wieże ciśnień we Wrześni – we Wrześni w przeszłości znajdowały się cztery wieże ciśnień. Do chwili obecnej zachowały się dwie z nich.

## Wieża ciśnień na terenie stacji uzdatniania wody
Wieża ciśnień wybudowana została w 1904 (niektóre źródła podają 1907 lub 1911). Budowla ma wysokość 64 m i zwieńczona jest ciekawą, mosiężną kopułą. Należy do Przedsiębiorstwa Wodociągów i Kanalizacji, a obok niej znajdują się zabudowania miejskiej stacji uzdatniania wody. Obecnie, na wieży zainstalowane są również anteny telefonii komórkowej. Obiekt położony jest w pobliżu dwóch stawów, ogrodów działkowych oraz Zespołu Szkół Politechnicznych im. Bohaterów Monte Cassino.

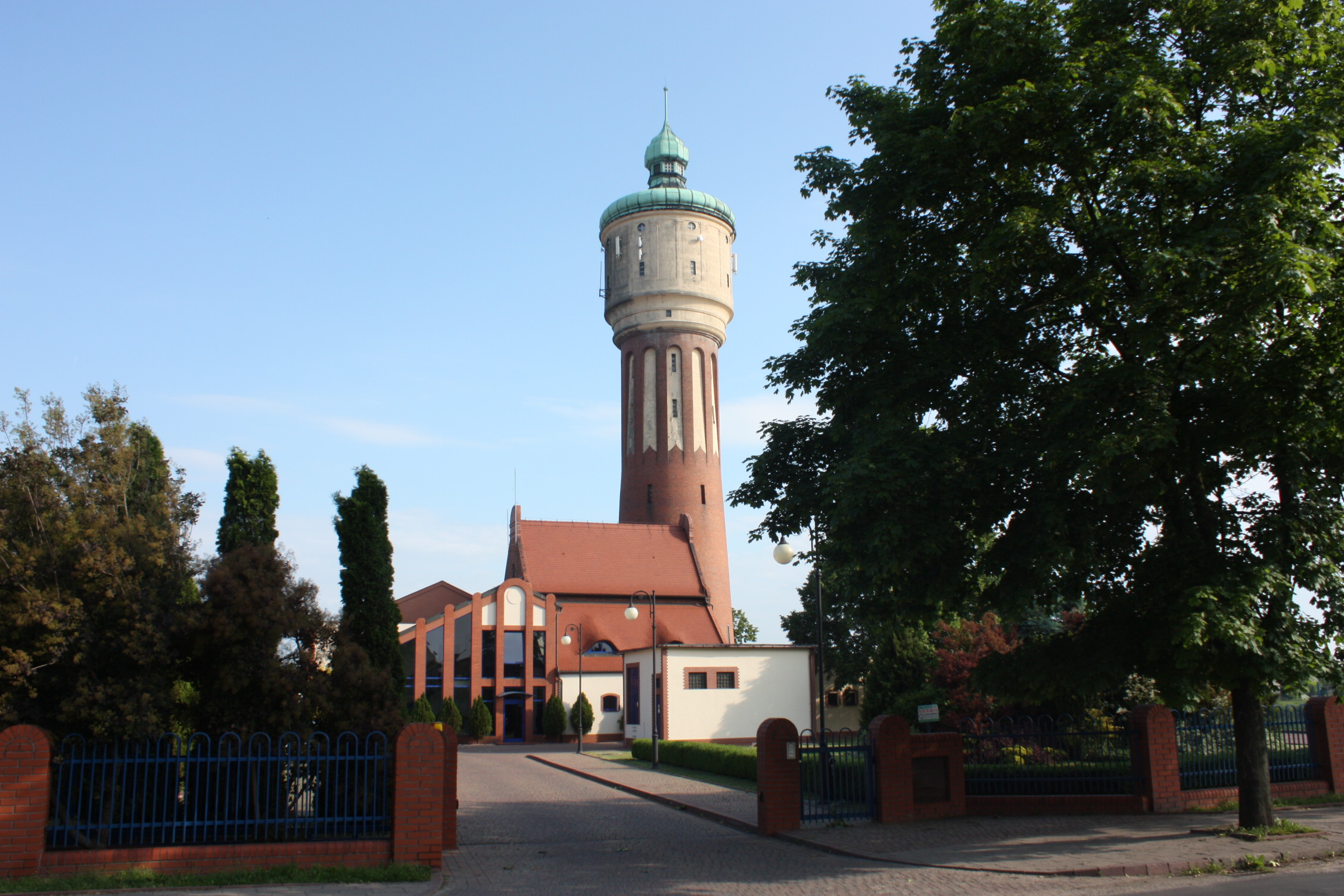
Widok wieży od strony Szosy Witkowskiej
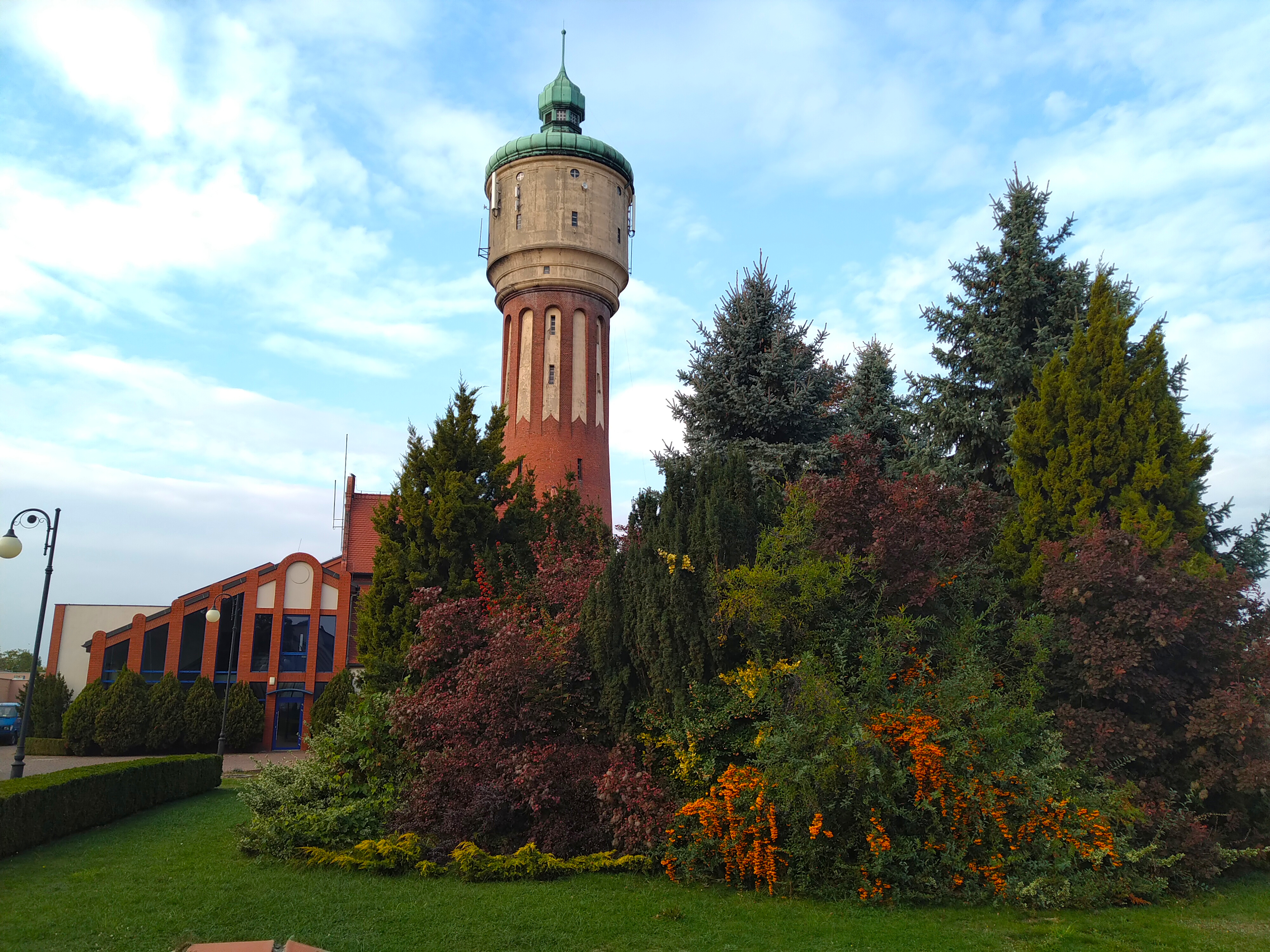
Widok wieży od strony Szosy Witkowskiej
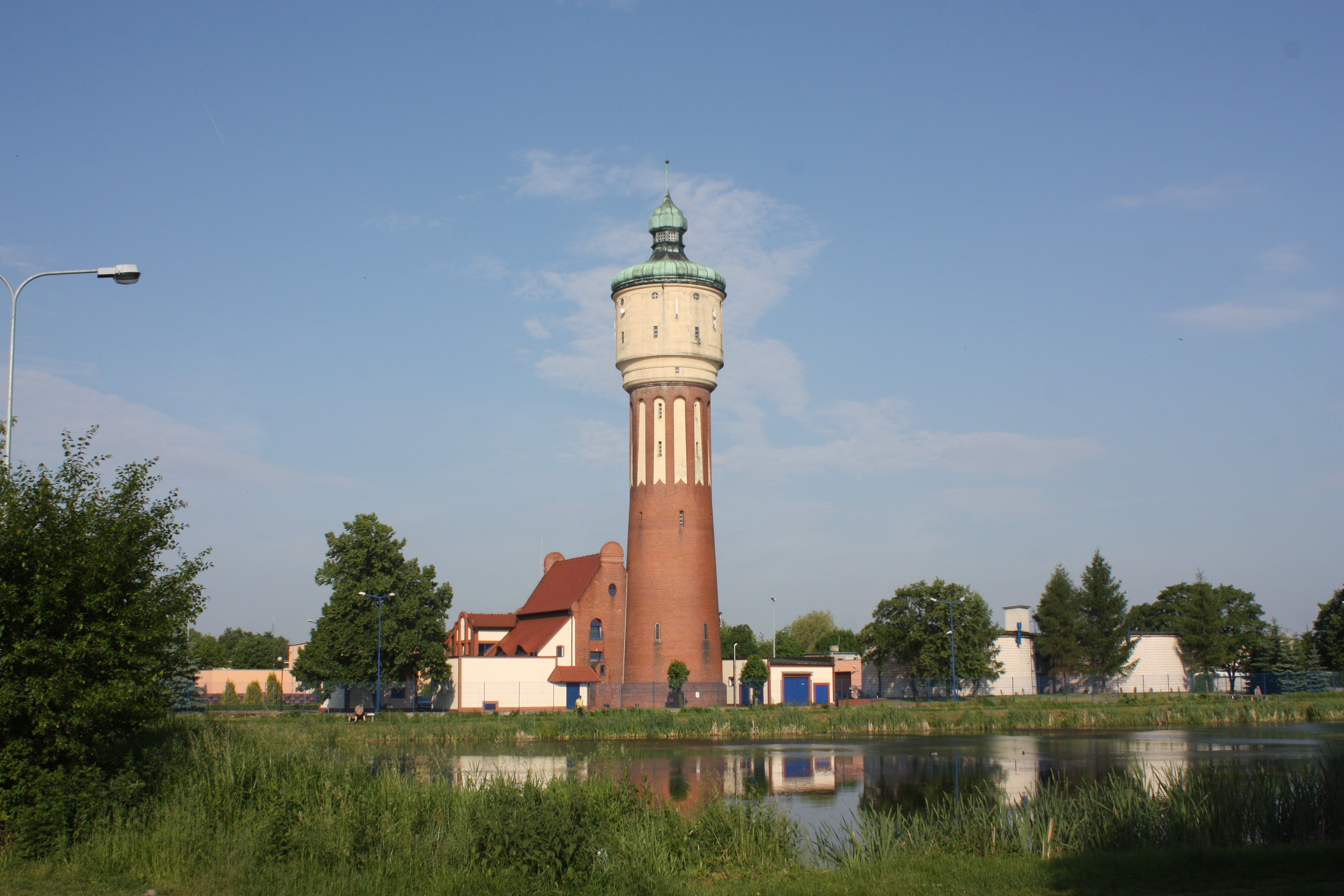
Widok wieży wraz z otaczającym terenem i stawem
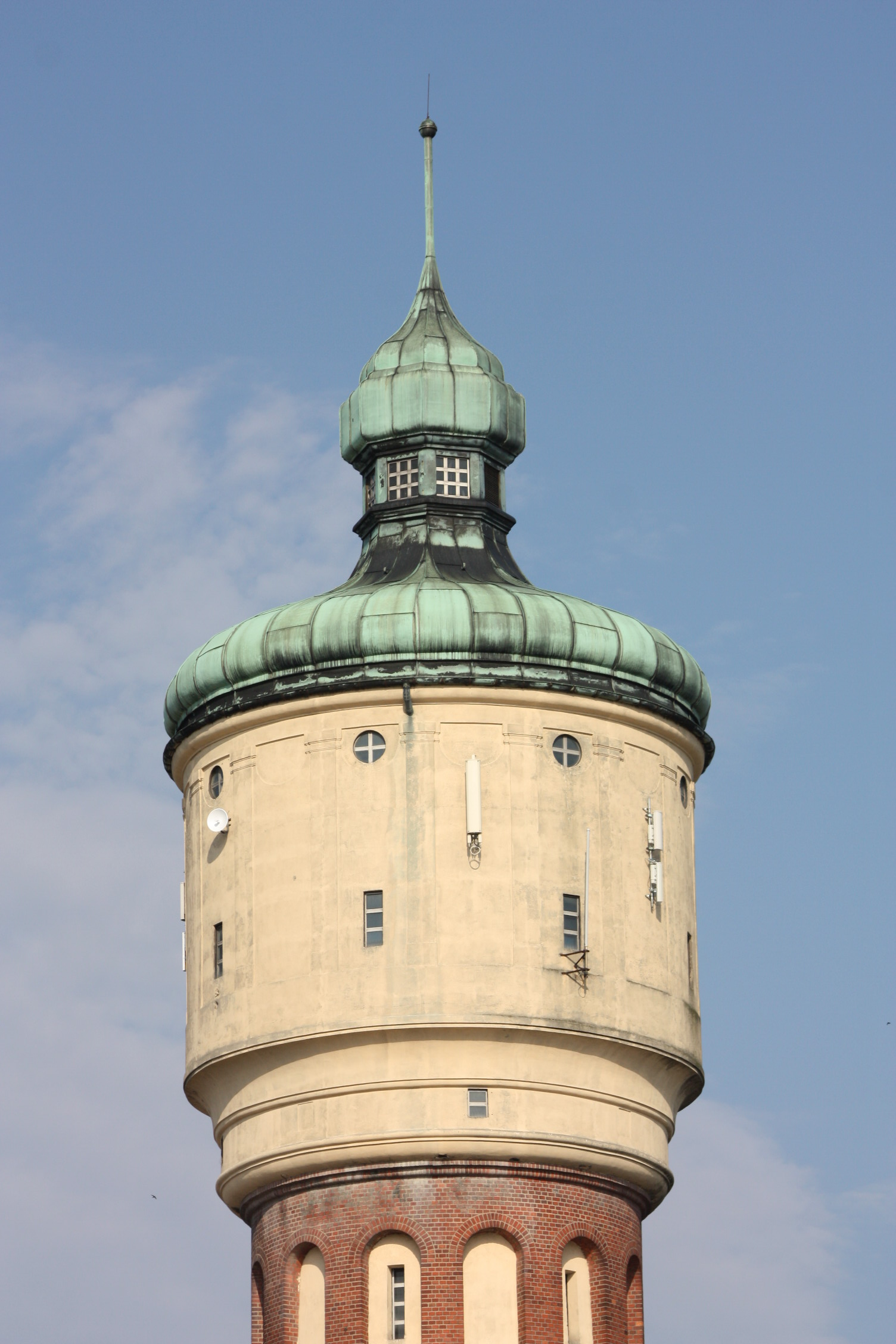
Widok kopuły
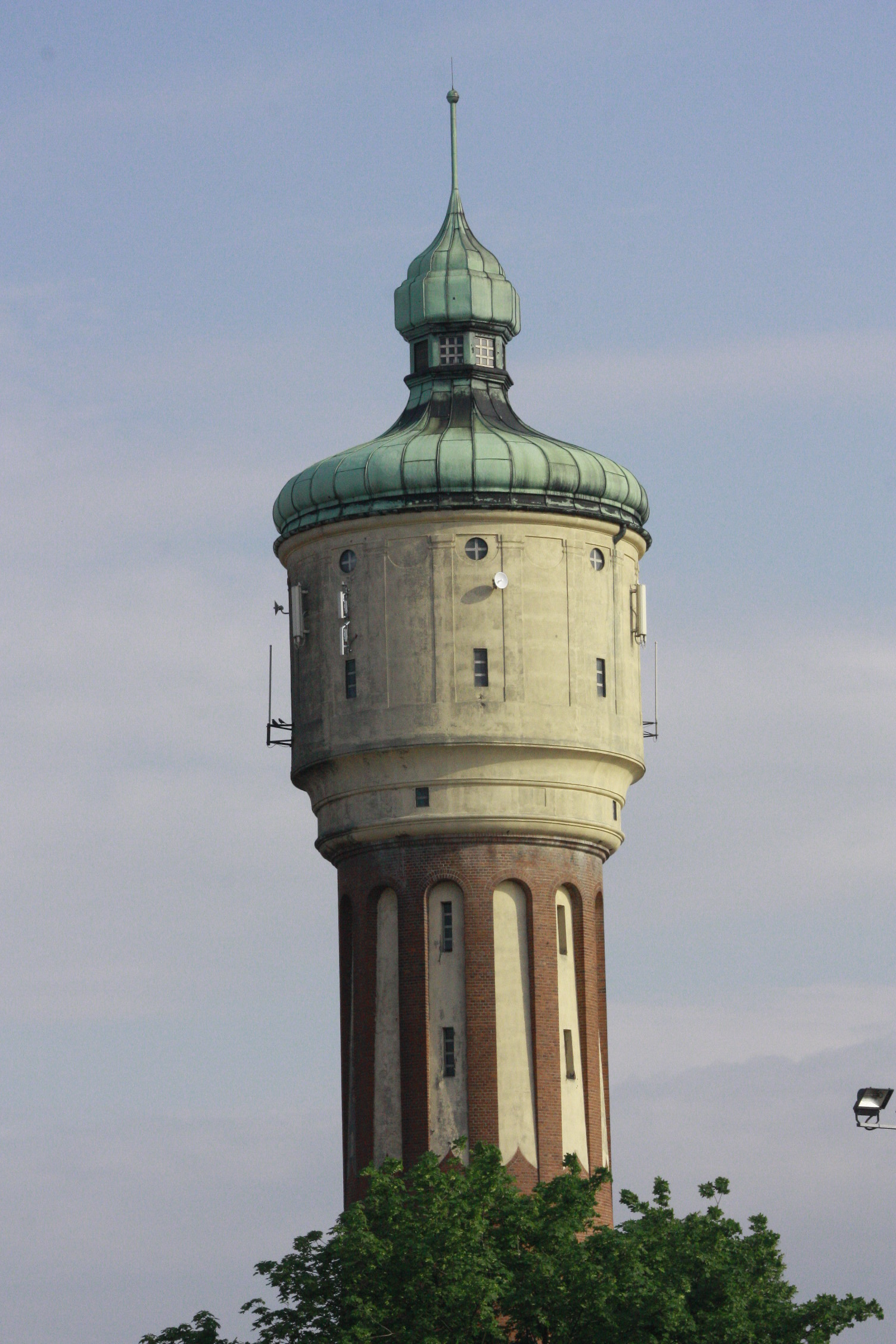
Widoczne na wieży anteny telefonii komórkowej

## Wieża ciśnień na terenie stacji kolejowej
Nieczynna wieża ciśnień na stacji kolejowej Września wybudowana została w 1907. Położona jest niedaleko zabudowań mieszkalnych, przy wiadukcie w ciągu ul. Paderewskiego. Na terenie stacji znajdowała się jeszcze jedna wieża, która została zniszczona podczas bombardowania miasta 5 września 1939, a następnie wyburzona.

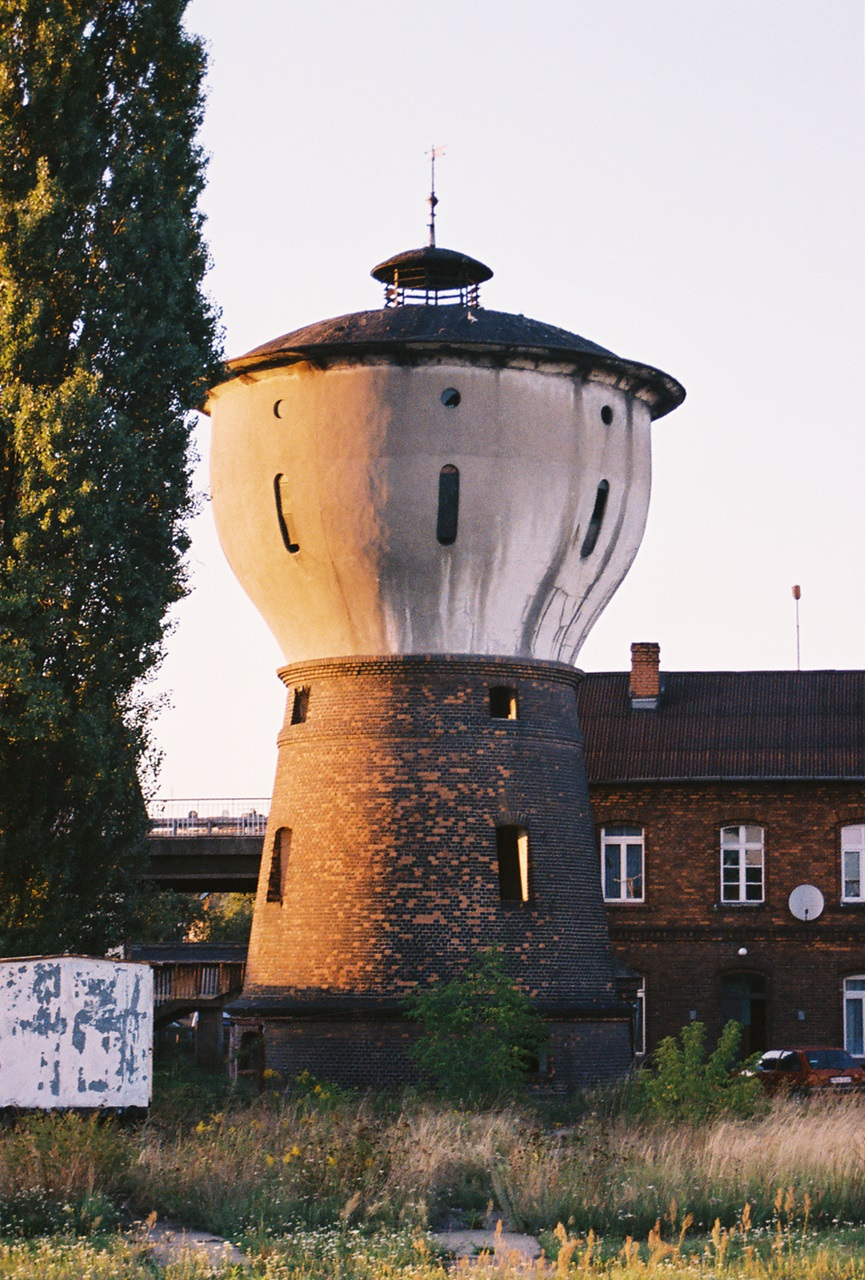
Wieża ciśnień na terenie stacji kolejowej
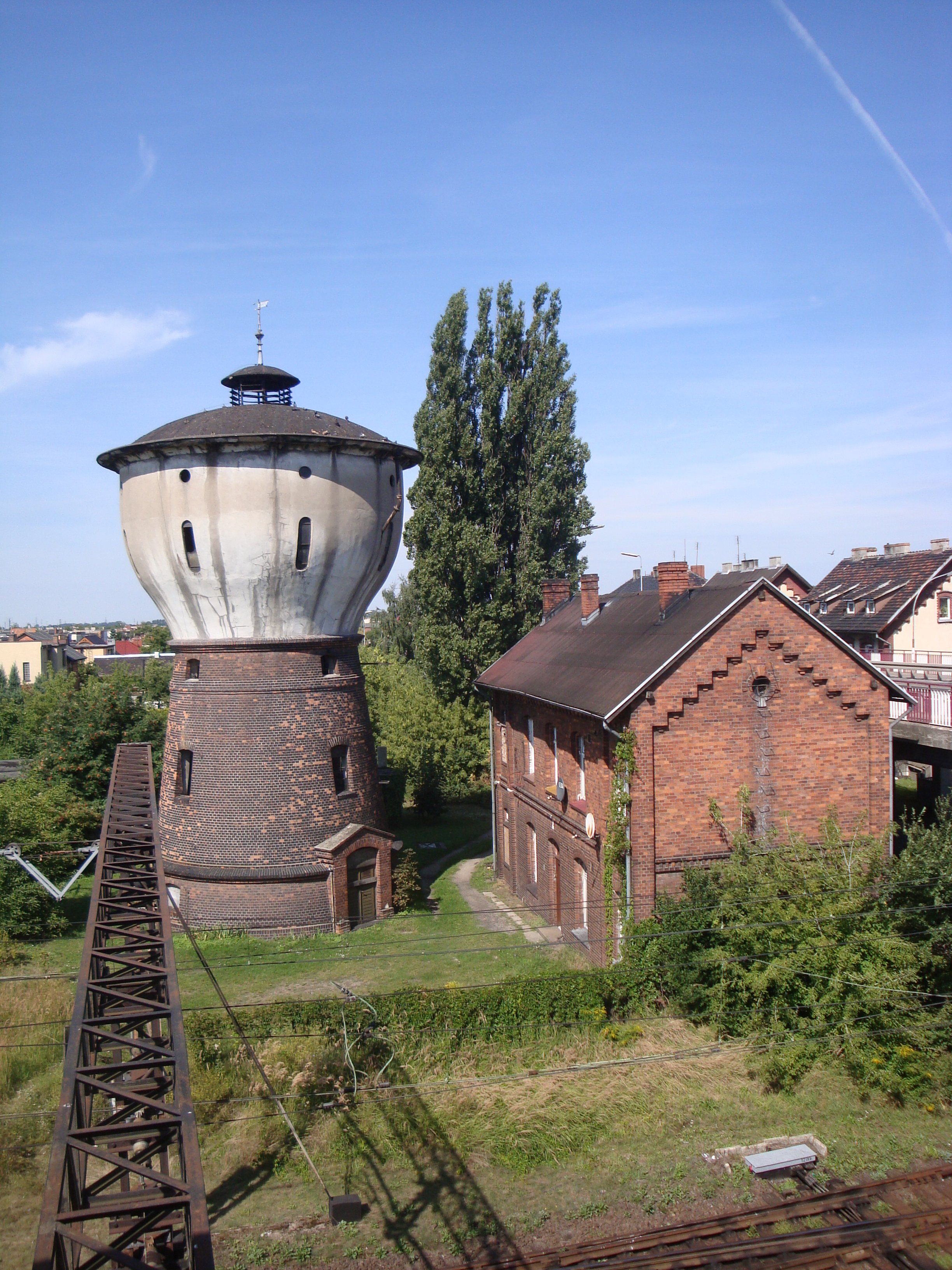
Budynek mieszkalny przy wieży
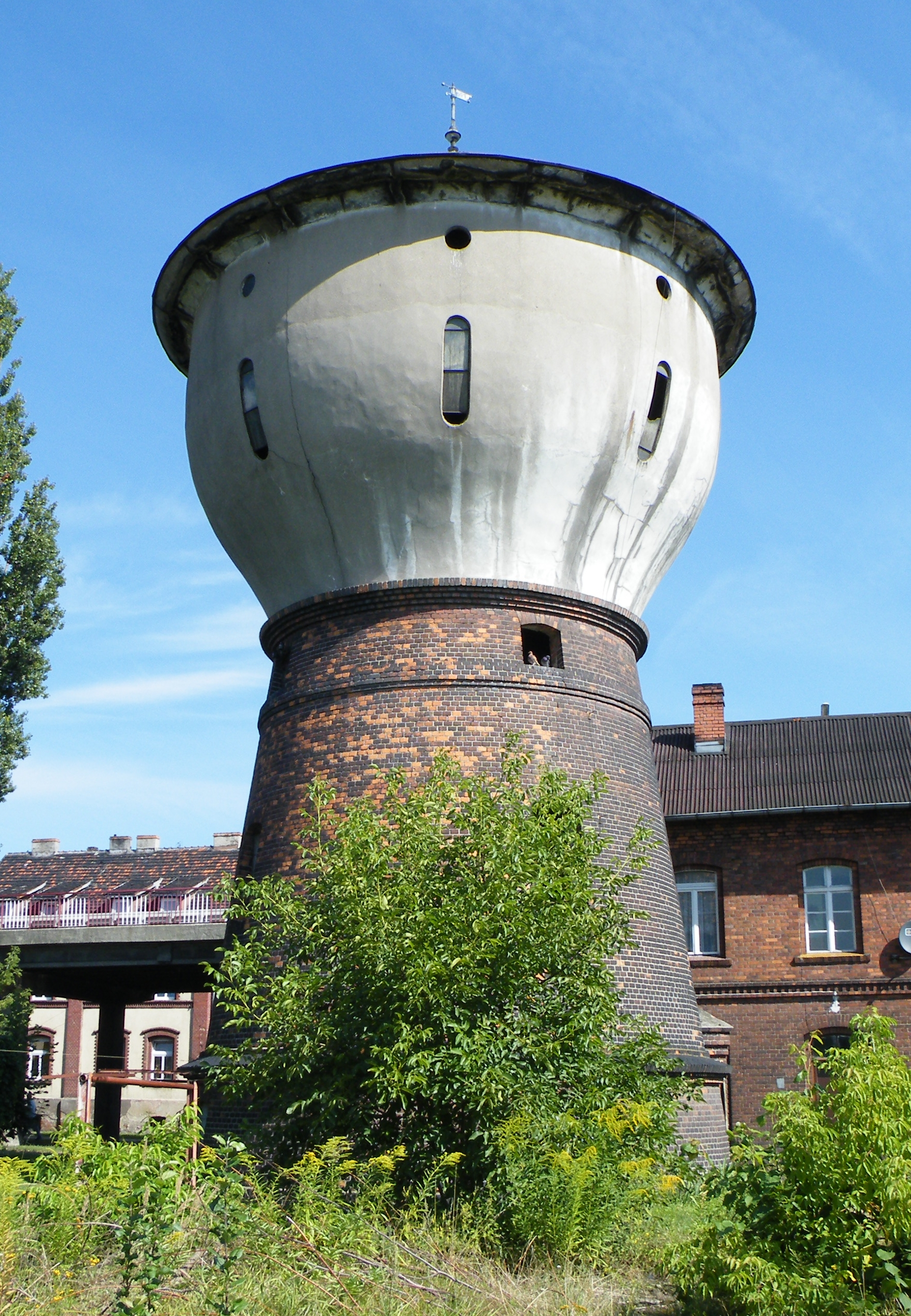
Za wieżą wiadukt w ciągu ul. Paderewskiego

## Wieża ciśnień na terenie koszar
Wieża ciśnień w ramach zespołu koszar pruskich, na terenie których funkcjonuje obecnie m.in. kino, klub muzyczny, basen kryty „Świat Wodny Cenos” oraz Zespół Szkół Zawodowych nr 2 im. Powstańców Wielkopolskich. Wieża nie zachowała się do czasów współczesnych.